# خديجة الرويسي
خديجة الرويسي (مواليد سنة 1963 بالدار البيضاء) سفيرة المغرب لدى الدنمارك وليتوانيا. وهي عضو سابق في حزب الأصالة والمعاصرة منذ عام 2008. وهي ناشطة في مجال حقوق الإنسان وحرية التعبير في العديد من الجمعيات الوطنية والدولية بما فيها منظمة العفو الدولية والمنتدى المغربي للحقيقة والعدالة.

## مسيرتها
ولدت خديجة الرويسي في المدينة القديمة بالدار البيضاء سنة 1963. بعد حصولها على شهادة البكالوريا سنة 1984، التحقت بجامعة الحسن الثاني بالدار البيضاء، وحصلت على درجة الماجستير.
في عام 1984، بدأت نشاطها في مجال حقوق الإنسان. وهي واحدة من مؤسسي المنتدى المغربي للحقيقة والعدالة، حيث شغلت منصب الأمين العام إلى جانب الرئيس إدريس بن زكري، الذي انضمت إليه في نهاية المطاف في هيئة الإنصاف والمصالحة.
فازت خديجة الرويسي بمقعد في البرلمان عام 2012 كعضو في حزب الأصالة والمعاصرة.
في 16 يناير 2017، قدّمت خديجة الرويسي أوراق اعتمادها إلى الرئيسة الليتوانية داليا غريباوسكايتي كسفير للملك المغربي لدى الدنمارك وليتوانيا.